# Riesenblindmaus
Die Riesenblindmaus (Spalax giganteus) ist ein im Osten Europas verbreitetes Nagetier in der Unterfamilie der Blindmäuse. Das Taxon galt bis in die 1960er Jahre als Synonym der Ostblindmaus (Spalax microphthalmus). Später erfolgte die Trennung der Kasachstan-Blindmaus (Spalax uralensis) als eigenständige Art von der Riesenblindmaus.

## Merkmale
Als größte Art der Gattung Spalax erreicht die Riesenblindmaus eine Kopf-Rumpf-Länge von 250 bis 350 mm und ein Gewicht von bis zu 1000 g. Ein Schwanz fehlt und Weibchen sind allgemein kleiner als Männchen. Das kurze Fell der Oberseite ist silbergrau mit gelblicher Tönung. Auf der Unterseite ist rein graues Fell vorhanden. Das Gesicht ist bei einigen Exemplaren heller oder weißlich. Jungtiere zeichnen sich durch dunkleres Fell sowie fehlende gelbe Schattierungen aus. Verglichen mit der Kasachstan-Blindmaus sind breitere obere Schneidezähne vorhanden. Der diploide Chromosomensatz wird aus 64 Chromosomen (2n=64) gebildet.
Der für alle Gattungsvertreter typische kraftvolle Körperbau, die hervorstehenden Schneidezähne, die kurzen Arme und Beine, die unter der Haut verborgenen Augen und die zu einer kleinen Verdickung verkümmerten äußeren Ohren sind auch bei dieser Art vorhanden.

## Verbreitung
Das Verbreitungsgebiet liegt im Süden Russlands an den nördlichen Ausläufern des Kaukasus, westlich des Kaspischen Meeres. Die Riesenblindmaus lebt in Halbwüsten und sucht dort die Nähe von Wasserläufen und Seen, mit reicherem Bewuchs. Sie kann weiterhin in Steppen mit Gräsern, Kräutern und vereinzelten Büschen angetroffen werden. Die Art kann sich an Ackerflächen, Gärten und bewachsene Straßenbänke anpassen.

## Lebensweise
Allgemein lebt jedes Exemplar einzeln in einem Tunnelsystem, bei dem die Gänge zur Nahrungssuche 20 bis 50 Zentimeter tief liegen. Die Wohnkammer befindet sich bis zu 3 Meter unter dem Grund. An den Ausgängen, die etwa 5 Meter Abstand voneinander haben, wirft die Riesenblindmaus Haufen auf, die eine Höhe von 30 Zentimeter und einen Durchmesser von 100 Zentimeter besitzen. Die Art hält keine Winterruhe und erweitert ihren Bau vorwiegend im März und April. Sie frisst unterirdische Pflanzenteile, wie Wurzeln, Knollen und Zwiebeln.
Die Paarung findet zwischen Dezember und Januar meist mit demselben Partner statt. Pro Wurf werden 2 oder 3 Nachkommen geboren, die im Herbst den Bau der Mutter verlassen. Sie etablieren ihr eigenes Nest neben dem Nest der Mutter oder wandern erst eine Strecke auf dem Grund. Im zweiten Lebensjahr tritt bei Jungtieren die Geschlechtsreife ein.

## Verhältnis zu Menschen
Auf Feldern und in Gärten wird die Riesenblindmaus als Schadtier betrachtet. Gebietsweise wirken sich Übernutzung der Weiden, der Einsatz von Pflügen und die Versalzung von Flächen negativ auf den Bestand aus. Nach einer starken Abnahme der Gesamtpopulation zwischen den 1960er und 1980er Jahren haben sich die Bestände wieder stabilisiert. Die Art wird von der IUCN als nicht gefährdet (least concern) gelistet.